# Present (slaaf)

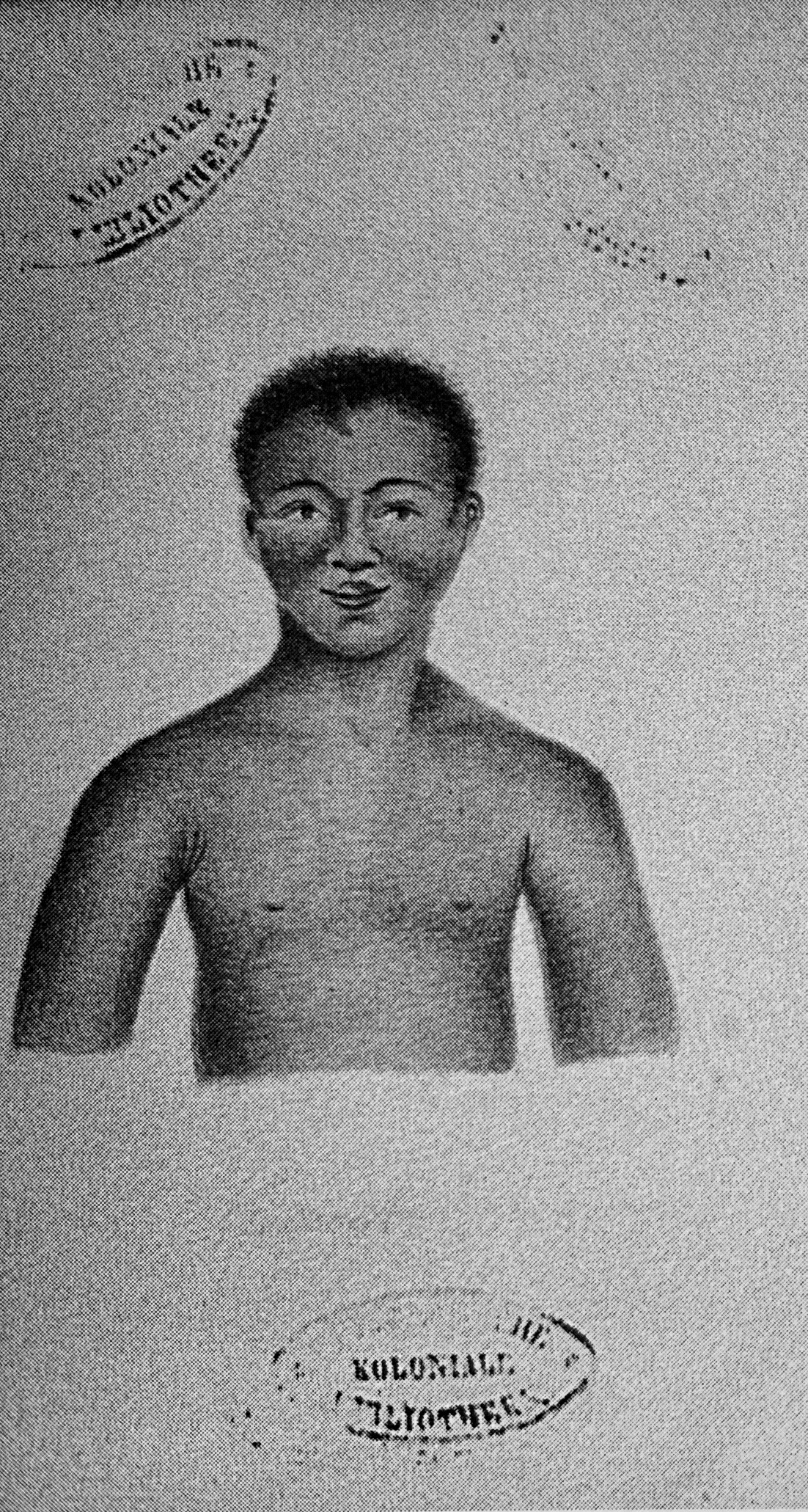
Portret van Present, gemaakt door Gerrit Schouten op 24 januari 1833

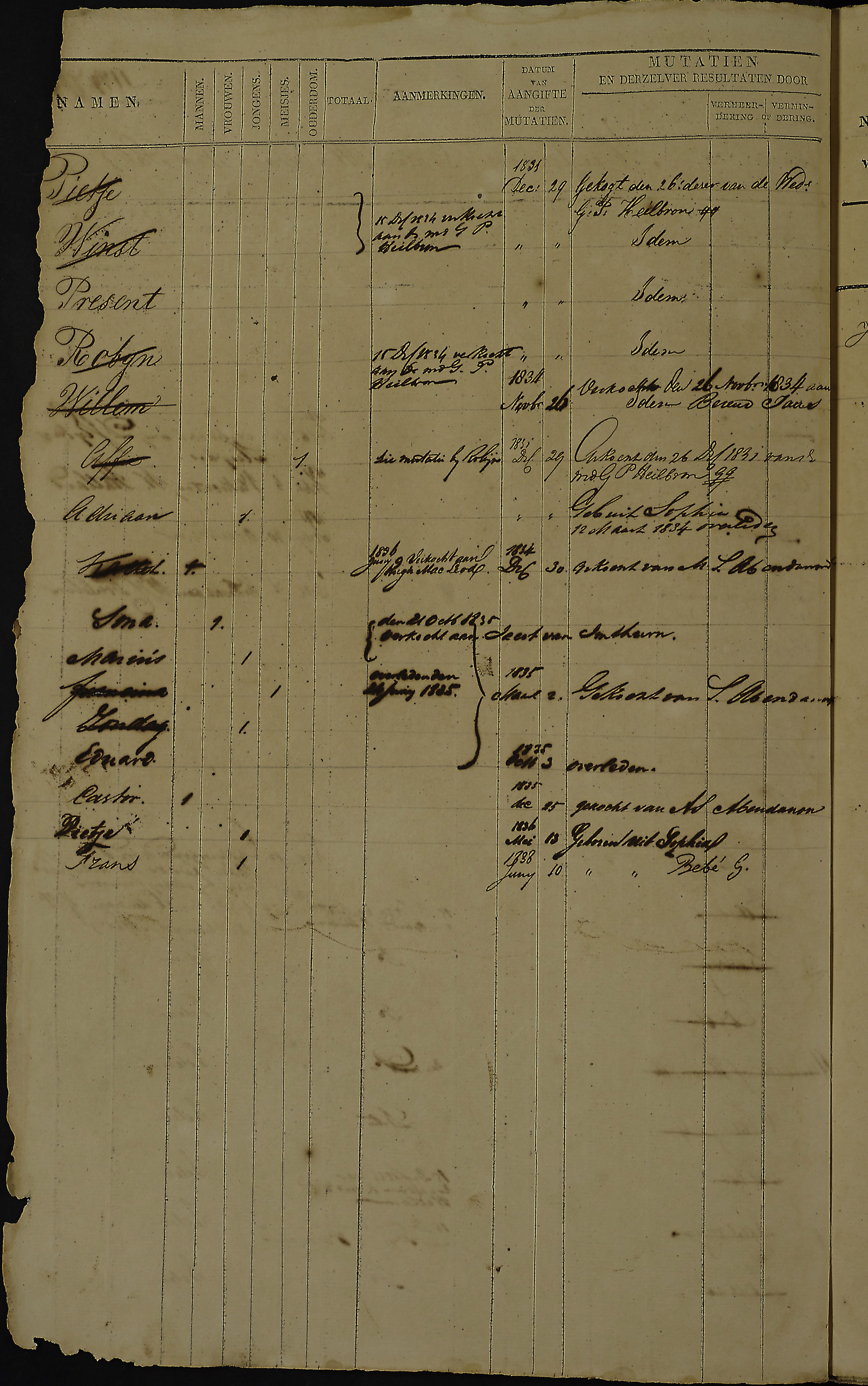
Present in het slavenregister Suriname

Present (Suriname, ca 1813 - Paramaribo, 26 januari 1833) was een van de Surinaamse slaven die in 1832 hoofdverantwoordelijk werd gehouden voor de grote stadsbrand van Paramaribo.
Present was eigendom van de weduwe van G.P. Heilbron voordat zij hem op 26 december 1831 verkocht aan Gracia Abenatar. Gracia de Abraham Abenatar (1791-1846) was de weduwe van Salomon Mozes Abendanon (1786-1820), met wie ze in 1806 in het huwelijk was getreden.
Van Gracia Abenatar liep Present kort daarop weg op twintigjarige leeftijd. Hij voegde zich bij een groep andere 'wegloopers' uit de stad, die zich verschansten in het 'Picornobosch' vlak buiten Paramaribo. Vanuit hun schuilplaats begaven deze personen zich 's nachts naar de stad om middels kleine diefstallen in hun onderhoud te voorzien. Present was tenger van postuur en had verscheidene littekens van lijfstraffen.
Op 3 september 1832 was Present medebrandstichter in de winkel van Monsanto aan de Heiligenweg. De bedoeling was om in de verwarring bakkeljauw en pekelvlees te kunnen stelen. Door de straffe wind sloeg de brand snel over naar andere panden en die dag en de daaropvolgende werd door de hierdoor ontstane brand een groot deel van de houten stad in de as gelegd. Een maand of wat later werd Present opgepakt en aangemerkt als een van de voornaamste aanstichters van de stadsbrand (en andere kleinere brandjes in de stad), samen met Kodjo en Mentor.
In de ochtend van de dag van hun veroordeling, 24 januari 1833, werden de hoofdverdachten om acht uur naar een grotere en lichtere kamer van de gevangenis overgebracht. In de daaropvolgende twee uren werden zij geportretteerd en probeerde de Herrnhutter zendeling Voigt om christelijke denkbeelden bij de verdachten in te planten, zoals berouw van zonden en leven na de dood. Dit was tevergeefs. Volgens Marten Douwes Teenstra, die erbij was, had Present een zachte stem, maar was hij wel het meest spraakzaam. Op de vraag van Teenstra hoe hij zich voelde antwoordde Present: O alla bakra moesoe dede toe (alle blanken moeten ook sterven). De drie werden veroordeeld tot marteling en de dood op de brandstapel. De dag erop bezocht rooms-katholieke priester Jacobus Grooff de ongedoopte veroordeelden, waaronder Present. Zij zouden zich toen alsnog hebben laten dopen. Hiervoor is echter geen verder bewijs. De executie werd op 26 januari 1833 voltrokken op het galgenveld nabij het Pad van Wanica (de huidige Indira Gandhiweg).

## Roman
Henri François Rikken schreef over de brand de goed gedocumenteerde roman Codjo, de brandstichter (1902).

## Plein
Het plein op de plaats van het vroegere executieterrein kreeg aan het eind van de 21e eeuw de naam Kodjo, Mentor en Presentpren.